# Награда „Богдан Чиплић”
Награда „Богдан Чиплић” је књижевна награда коју додељује Банатски културни центар за најбољи прозни рукопис на српском језику. Награда је основана и први пут додељена 2021. у Новом Милошеву.

## Историјат[1]
Награда је установљена у знак сећања на Богдана Чиплића, књижевника, преводиоца и управника Српског народног позоришта. Награда победнику конкурса подразумева објављивање рукописа у издању Банатског културног центра. Конкурс се реализује уз подршку Општине Нови Бечеј.
Жири ради у саставу: Радован Влаховић, књижевник и директор Банатског културног центра, (председник жирија), мср Милана Поучки и мср Ненад Станојевић.

## Добитници
- 2021 — Илија Бакић, за роман у рукопису Двостав.[2]
- 2022 — Александар М. Арсенијевић, за књигу кратких прича у рукопису Фосфоресценције.[3]

## Види
- Богдан Чиплић
- Банатски културни центар